# Kast (mått)

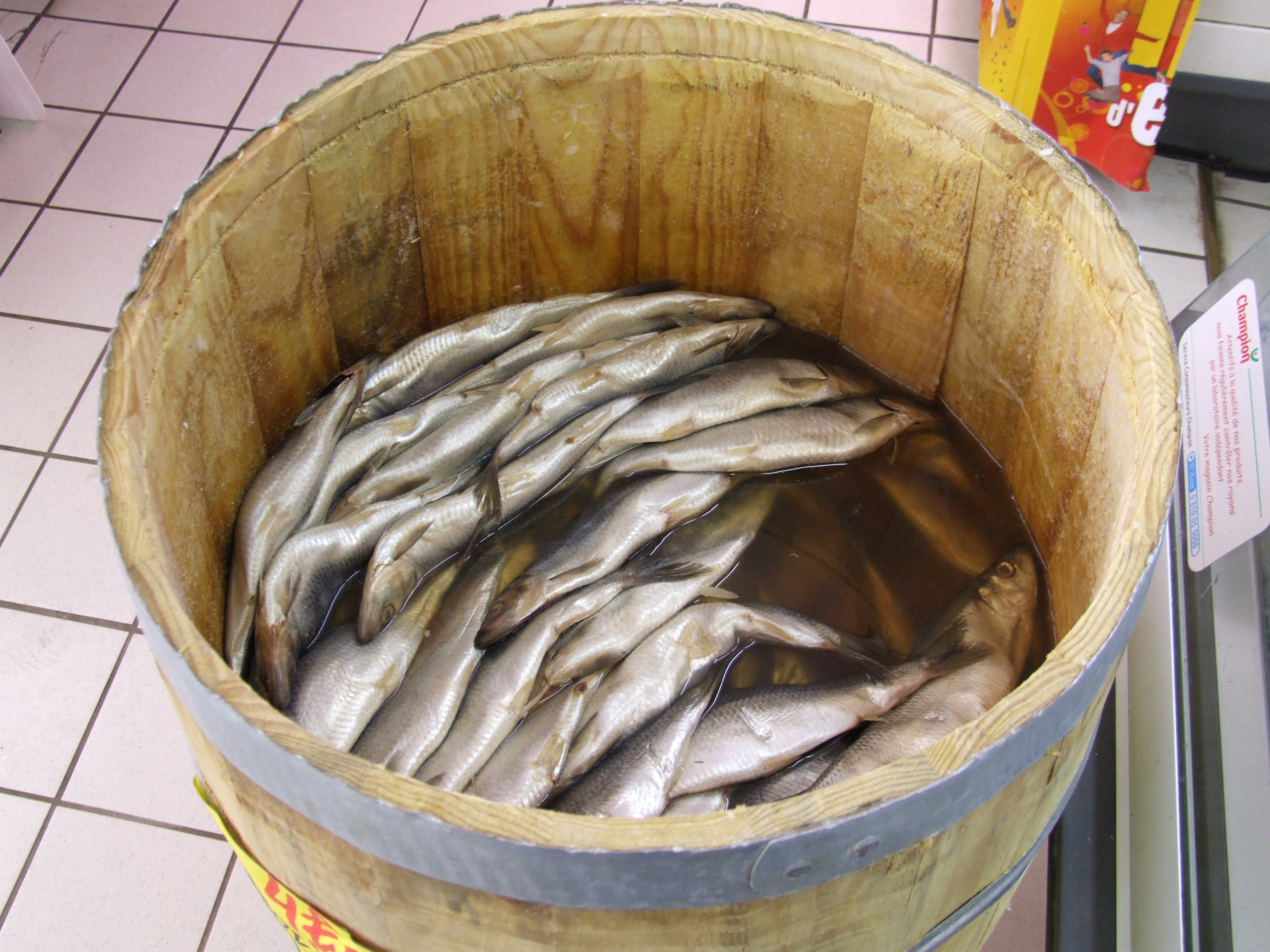
Strömming, Clupea harengus

Kast är en gammal svensk mängdenhet för strömming. En kast motsvarar 4 strömmingar. När en kast strömming mättes ut användes handens fingrar. En strömming sattes mellan varje finger.  Sedan "kastades" de ner i köparens korg.
Räkneenheten val motsvarade 20 kast; en val omfattar alltså 80 stycken strömmingar ; ibland 15 kast = 60 strömmingar.